# 비니자유꼬리박쥐
비니자유꼬리박쥐(Myopterus whitleyi)는 큰귀박쥐과에 속하는 박쥐의 일종이다. 카메룬과 중앙아프리카공화국, 콩고민주공화국, 가봉, 가나, 나이지리아 그리고 우간다에서 발견된다. 자연 서식지는 아열대 또는 열대 기후 지역의 습윤 저지대 숲이다. 서식지 감소로 멸종 위협을 받고 있다.